# La Chapelle-Biche
La Chapelle-Biche és un municipi francès situat al departament de l'Orne i a la regió de Normandia. L'any 2007 tenia 486 habitants.

## Demografia

### Població
El 2007 la població de fet de La Chapelle-Biche era de 486 persones. Hi havia 186 famílies de les quals 33 eren unipersonals (11 homes vivint sols i 22 dones vivint soles), 75 parelles sense fills, 71 parelles amb fills i 7 famílies monoparentals amb fills.
La població ha evolucionat segons el següent gràfic:
Habitants censats

### Habitatges
El 2007 hi havia 212 habitatges, 188 eren l'habitatge principal de la família, 13 eren segones residències i 11 estaven desocupats. 209 eren cases i 3 eren apartaments. Dels 188 habitatges principals, 154 estaven ocupats pels seus propietaris, 33 estaven llogats i ocupats pels llogaters i 1 estava cedit a títol gratuït; 1 tenia una cambra, 9 en tenien dues, 28 en tenien tres, 52 en tenien quatre i 97 en tenien cinc o més. 160 habitatges disposaven pel capbaix d'una plaça de pàrquing. A 61 habitatges hi havia un automòbil i a 117 n'hi havia dos o més.

### Piràmide de població
La piràmide de població per edats i sexe el 2009 era:
| Homes | Edats   | Dones |
| ----- | ------- | ----- |
| 0     | 95 o +  | 0     |
| 0     | 90 a 94 | 0     |
| 8     | 85 a 89 | 8     |
| 4     | 80 a 84 | 4     |
| 4     | 75 a 79 | 12    |
| 4     | 70 a 74 | 4     |
| 0     | 65 a 69 | 4     |
| 12    | 60 a 64 | 0     |
| 16    | 55 a 59 | 16    |
| 20    | 50 a 54 | 20    |
| 28    | 45 a 49 | 32    |
| 16    | 40 a 44 | 28    |
| 24    | 35 a 39 | 8     |
| 12    | 30 a 34 | 16    |
| 4     | 25 a 29 | 4     |
| 20    | 20 a 24 | 8     |
| 28    | 15 a 19 | 32    |
| 12    | 10 a 14 | 32    |
| 24    | 5 a 9   | 28    |
| 0     | 0 a 4   | 12    |

## Economia
El 2007 la població en edat de treballar era de 336 persones, 252 eren actives i 84 eren inactives. De les 252 persones actives 234 estaven ocupades (127 homes i 107 dones) i 18 estaven aturades (11 homes i 7 dones). De les 84 persones inactives 43 estaven jubilades, 25 estaven estudiant i 16 estaven classificades com a «altres inactius».

### Ingressos
El 2009 a La Chapelle-Biche hi havia 201 unitats fiscals que integraven 522,5 persones, la mediana anual d'ingressos fiscals per persona era de 17.969 €.

### Activitats econòmiques
Dels 7 establiments que hi havia el 2007, 1 era d'una empresa de fabricació de material elèctric, 1 d'una empresa de fabricació d'altres productes industrials, 2 d'empreses de construcció, 1 d'una empresa de comerç i reparació d'automòbils, 1 d'una empresa de serveis i 1 d'una entitat de l'administració pública.
Dels 2 establiments de servei als particulars que hi havia el 2009, 1 era una lampisteria i 1 electricista.
L'any 2000 a La Chapelle-Biche hi havia 18 explotacions agrícoles que ocupaven un total de 371 hectàrees.

## Equipaments sanitaris i escolars
El 2009 hi havia una escola elemental integrada dins d'un grup escolar amb les comunes properes formant una escola dispersa.

## Poblacions més properes
El següent diagrama mostra les poblacions més properes.